# The Road To Hell: Part 2
The Road To Hell: Part 2 är ett album från 1999 av Chris Rea.

## Låtlista
1. Can't Get Through
2. Good Morning
3. E
4. Last Open Road
5. Coming off the Ropes
6. Evil No 2
7. Keep On Dancing
8. Marvin
9. Firefly
10. I'm In My Car
11. New Times Square
12. The Way You Look Tonight
13. Be My Friend
14. Driving Home for Christmas